# 山内豊明
山内 豊明（やまうち とよあきら）は、土佐中村藩の（再興後の）第3代（最後）の藩主。

## 経歴
寛永19年（1642年）、初代藩主山内忠直の次男として生まれる。兄豊定より3000石を分与される。延宝5年（1677年）、豊定が早世し、その嫡子豊次も幼少だったため、豊明が養子として跡を継いだ。第5代将軍徳川綱吉の寵愛を受けて元禄2年（1689年）4月14日に奥詰衆となり、同年5月3日には若年寄に任じられるという異例の栄進を遂げている。ところが5月10日、豊明は病気により放心状態で目も見えず、耳も聞こえないとして若年寄辞職を綱吉に求めた。これが不敬として綱吉の怒りに触れ、5月12日に江戸屋敷を召し上げられて謹慎を命じられる。
8月3日に謹慎は許されたが、代償として3万石の所領のうち2万7000石を没収され、残り3000石の寄合旗本としての存続を許された。ところが、大名から寄合への格下げに応じようとしなかったため、またも綱吉の怒りに触れて改易され、身柄は浜松藩青山家に預けられた。
元禄5年（1692年）6月2日に赦免され、土佐藩内の小高坂に居住した。元禄17年（1704年）1月17日死去した。享年63。

## 備考
- 豊明の若年寄辞任の求めは、窮乏している藩財政が若年寄就任による出費でさらに窮乏することを恐れたためとされる。赦免後に豊明が住んだ地には、現在「大膳様町」の町名を残している。